# منتخب فرنسا تحت 20 سنة لاتحاد الرغبي
منتخب فرنسا الوطني لاتحاد الرغبي تحت 20 سنة (بالفرنسية: Équipe de France de rugby à XV des moins de 20 ans)‏ هو ممثل فرنسا الرسمي في المنافسات الدولية في اتحاد الرغبي . تأسس في 2008.

## وصلات خارجية
- الموقع الرسمي